# Ecumenopoli

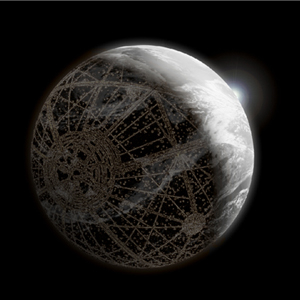
Rappresentazione di Trantor

Un'ecumenopoli (dal greco οἰκουμένη, ecumene e πόλις, polis), è una città che copre un intero pianeta, sviluppandosi su tutta la sua superficie. Il termine è usato prevalentemente nel contesto della fantascienza, anche se nasce in ambito urbanistico per descrivere un ipotetico sviluppo futuro degli insediamenti urbani.
Gli esempi più celebri di tale insediamento planetario nella fantascienza sono la città-mondo di Trantor, pianeta capitale del Impero Galattico nei libri dello scrittore statunitense Isaac Asimov, e il pianeta di Coruscant nell'universo di Guerre stellari, capitale della Repubblica e successivamente dell'Impero.

## Origine del termine
La parola è stata coniata nel 1967 dall'urbanista greco Kōnstantinos Apostolou Doxiadīs per rappresentare l'idea che, in futuro, le aree urbane e le megalopoli si sarebbero infine fuse, e ci sarebbe stata un'unica città mondiale continua come progressione degli attuali processi di urbanizzazione, crescita demografica, sviluppo delle reti di trasporti e reti sociali.
Il concetto, anche se non con questo nome, era già presente nella fantascienza fin dal 1942, con la città-mondo di Trantor nel Ciclo della Fondazione di Isaac Asimov. Quando fu resa pubblica, l'idea di ecumenopoli di Doxiadis sembrava più "vicina alla fantascienza", ma nel XXI secolo, secondo i ricercatori di geografia Pavle Stamenovic, Dunja Predic e Davor Eres, è "sorprendentemente pertinente" soprattutto come conseguenza della globalizzazione.
Doxiadis ha anche creato uno scenario basato sulle tradizioni e le tendenze dello sviluppo urbano del suo tempo, prevedendo come fase intermedia il concetto parallelo di eperopoli ("città continente") che sarebbe basata sull'area conosciuta come "Banana blu", ovvero la conurbazione che forma il cuore dell'Europa centro-occidentale. Nel 2008, la rivista Time ha coniato il termine Nylonkong per collegare New York City, Londra e Hong Kong come le eperopoli delle Americhe, dell'Euro-Africa e dell'Asia-Pacifico.